# Ognjan Nikolow
Ognjan Welikow Nikolow (bulgarisch Огнян Великов Николов; * 13. Juni 1949) ist ein ehemaliger bulgarischer Ringer und Silbermedaillengewinner bei den Olympischen Spielen 1972 in München im freien Stil im Papiergewicht.

## Werdegang
Nikolow begann als Jugendlicher beim Sportclub „Lewski-Spartak“ Sofia mit dem Ringen. Er entwickelte sich zu einem hervorragenden Freistilringer und wurde deshalb zum zentralen Sportclub der Armee ZSKA Sofia delegiert. Dort wurde er vom Trainer Radoslaw Radoslawow in die bulgarische und Weltspitze geführt. Im Jahre 1969 wurde vom internationalen Ringerverband eine neue Gewichtsklasse, das Papiergewicht, das bis zu einem Körpergewicht von 48 kg ging, eingeführt. Nikolow war sehr leicht und erreichte diese Gewichtsklasse, obwohl auch er dazu, wie fast alle seine Konkurrenten, vor jedem Wettkampf einige Kilos abtrainieren musste.
Im März 1969 wurde er, ohne vorher internationale Erfahrungen gesammelt zu haben, zu den Weltmeisterschaften in Mar del Plata entsandt. Er musste dort seiner Unerfahrenheit noch Tribut zollen, verlor beide Kämpfe, die er zu bestreiten hatte und landete bei sieben Teilnehmern auf dem sechsten Platz. Im Sommer hatte er dann Gelegenheit bei mehreren internationalen Turnieren Erfahrungen zu sammeln, unter anderem belegte er bei der II. Sommer-Spartakiade der sozialistischen Armeen in Kiew den 1. Platz, so dass er bei der Europameisterschaft 1969 im heimischen Sofia schon ganz anders auftreten konnte. Nikolow gewann dort fünf Kämpfe und wurde nach einer Niederlage gegen den sowjetischen Weltmeister Roman Dmitriew Vizeeuropameister.
Im Jahre 1970 weilte Nikolow mit der bulgarischen Ringernationalmannschaft auf einer Wettkampfreise in der Bundesrepublik Deutschland. In drei Begegnungen besiegte er dabei Willi Heckmann aus Schifferstadt, einmal vorzeitig und einmal nach Punkten, und feierte auch über Rainer Brockhoff aus Witten einen Schultersieg.
Auch in den nächsten Jahren platzierte sich Nikolow bei den internationalen Meisterschaften immer im Vorderfeld und gewann bei der Weltmeisterschaft 1971 in Sofia und der Europameisterschaft 1972 in Kattowitz jeweils eine Bronzemedaille im Papiergewicht.
Den größten Erfolg seiner Laufbahn feierte er dann bei den Olympischen Spielen 1972 in München. Nach vier Siegen unterlag er dabei im Finale wieder gegen Roman Dmitriew und gewann die Silbermedaille.
Nach den Olympischen Spielen 1972 wechselte Nikolow in das Fliegengewicht, wo er vier Kilogramm mehr wiegen durfte. In dieser Gewichtsklasse gelang ihm 1974 noch einmal ein großer Erfolg, als er in Madrid Europameister wurde. Dies gelang ihm mit vier Siegen, u. a. über die starken Gegner Jürgen Möbius aus der DDR, Ali Riza Alan aus der Türkei und Władysław Stecyk aus Polen und einem Unentschieden gegen den sowjetischen Sportler Telman Paschajew.
1976 erreichte Nikolow bei der Europameisterschaft in Leningrad den 4. Platz und wurde daraufhin vom bulgarischen Ringerverband nicht bei den Olympischen Spielen in Montreal eingesetzt, wo Nermedin Selimow den Vorzug erhielt. Ognjan Nikolow beendete daraufhin seine internationale Ringerlaufbahn.

## Erfolge

### Internationale Erfolge
(OS = Olympische Spiele, WM = Weltmeisterschaft, EM = Europameisterschaft, F = freier Stil, Pa = Papiergewicht, Fl = Fliegengewicht, damals bis 48 kg bzw. 52 kg Körpergewicht)
- 1969, 6. Platz, WM in Mar del Plata, F, Pa, nach Niederlagen gegen Badsarragtschaagiin Dschamsran, Mongolei, und Akihiko Umedo, Japan;

- 1969, 3. Platz, Turnier in Bukarest, F, Pa, hinter Petros Trantafilidis, Griechenland, und Jürgen Möbius, DDR;

- 1969, 1. Platz, II. Sommer-Spartakiade der sozialistischen Armeen in Kiew, F, Pa;

- 1969, 2. Platz, EM in Sofia, F, Pa, mit Siegen über H. Bucher, Schweiz, Günther Maas, BRD, Sefer Baygin, Türkei, Jürgen Möbius und Iancu Vanghelici, Rumänien, und einer Niederlage gegen Roman Dmitriew, UdSSR;

- 1970, 5. Platz, EM in Berlin, F, Pa, mit einem Sieg über Petros Trantafilidis und Niederlagen gegen Sefer Baygin und Iancu Vanghelici;

- 1970, 6. Platz, WM in Edmonton, F, Pa, mit einem Sieg über Ken Shand, Kanada, und Niederlagen gegen Ibrahim Javadi, Iran, und Sefer Baygin;

- 1971, 1. Platz, Turnier in Jambol, F, Pa, vor Jürgen Möbius und Ion Arapu, Rumänien;

- 1971, 3. Platz, WM in Sofia, F, Pa, mit Siegen über Akihiko Umeda, Pank Chang Ryong, Nordkorea und Mansoor, Irak, einem Unentschieden gegen Badsarragtschaagiin Dschamsran und einer Niederlage gegen Roman Dmitriew;

- 1972, 3. Platz, EM in Kattowitz, F, Pa, mit Siegen über Ion Arapu, Marcel Miček, Tschechoslowakei, und Jürgen Möbius, einem Unentschieden gegen Refik Gadschiew, UdSSR, und einer Niederlage gegen Sefer Baygin;

- 1972, Silbermedaille, OS in München, F, Pa, mit Siegen über Jad Zobari, Israel, Attila Latak, Ungarn, und Ebrahim Javadpour, Iran, einem Unentschieden gegen Sefer Baygin und einer Niederlage gegen Roman Dmitriew;

- 1973, 1. Platz, Turnier in Berlin, F, Fl, vor S. Kudelski, Polen, und Scheljepkin, UdSSR;

- 1973, 4. Platz, WM in Teheran, F, Fl, mit Siegen über Arsen Alachwerdiew, UdSSR, Dordschgotowyn Ganbat, Mongolei, und Mario Sabattini, BRD, und Niederlagen gegen Ibrahim Javadi und Yūji Takada, Japan;

- 1974, 1. Platz, EM in Madrid, F, Fl, mit Siegen über Jürgen Möbius, Ali Riza Alan, Türkei, Ion Arapu und Władysław Stecyk, Polen, und einem Unentschieden gegen Telman Paschajew, UdSSR;

- 1974, unplatziert, WM in Istanbul, F, Fl, Aufgabe wegen Verletzung im ersten Kampf gegen Wieslaw Kończak, Polen;

- 1975, 5. Platz, EM in Ludwigshafen am Rhein, F, Fl, mit Siegen über Ali Riza Alan und Henryk Gál, Ungarn, und Niederlagen gegen Arsen Alachwerdiew und Wladyslaw Stecyk;

- 1976, 4. Platz, EM in Leningrad, F, Fl, mit Siegen über Kamil Özdag, Türkei, und Wieslaw Kończak und Niederlagen gegen Hartmut Reich, DDR, und Arsen Alachwerdiew